# Tryńcza (gmina)
Tryńcza – gmina wiejska w Polsce położona w województwie podkarpackim, w powiecie przeworskim. W latach 1975–1998 gmina administracyjnie należała do województwa przemyskiego.
Siedziba gminy to Tryńcza.
Według danych z 30 czerwca 2004 gminę zamieszkiwało 8146 osób, gęstość zaludnienia wynosiła 115,4 osób/km².
Gmina stanowi wąski przegub w środkowej części powiatu przeworskiego zespajający jego południowe i północne gminy.

## Struktura powierzchni
Według danych z roku 2002 gmina Tryńcza ma obszar 70,56 km², w tym:
- użytki rolne: 73%
- użytki leśne: 15%

Gmina stanowi 10,1% powierzchni powiatu.

## Historia
Właścicielami tych terenów od 1387 roku była Jarosławska linia Tarnowskich herbu Leliwa. Najstarszymi miejscowościami wzmiankowanymi w początkach XV wieku, w pobliżu Przeworska są Gniewczyna i Tryńcza. W 1567 roku w Gorliczynie zmarł Jan Krzysztof Tarnowski ostatni przedstawiciel roku Tarnowskich, a jego żona Zofia ze Sprowy Odrowąż w 1575 roku poślubiła Jana Kostkę. W 1580 roku parafia w Gniewczynie została przekazana Bożogrobcom.
W 1589 roku wzmiankowana jest następna miejscowość Wola Podsańska, której główna zabudowa znajdowała się obok Sanu, a dalej w pojedynczych grupach zabudowań  przy pastwiskach i lesie. W 1592 roku Anna Ostrogska poślubiła Aleksandra Ostrogskiego, których córka Zofia Ostrogska w 1613 roku poślubiła Stanisława Lubomirskiego. Po śmierci Zofii Ostrogskiej w 1622 roku, dobra Przeworskie (w tym: Tryńcza, Gniewczyna, Wola Podsańska, Grodzisko) przeszły na własność Lubomirskich. 
W XVIII wieku doszło do podziału dóbr przeworskich, z których Lubomirscy wydzielili i sprzedali dobra trynieckie. W 1762 roku właścicielem był Paweł Benoe. W 1817 roku dobra Trynieckie zakupił hr. Wojciech Mier, który zmarł w 1831 roku. W latach 1831–1835 właścicielką była jego żona Karolina Mier; a następnie Feliks Mier. Od 1843 roku właścicielem Tryńczy był Antoni Kellerman. W 1879 roku właścicielem Tryńczy, Gorzyce II, Ubieszyna i Wólki Małkowej była Domicella Kellerman; a w 1905 roku właścicielem był Józef Banhidy (posiadłość liczyła ogółem 201 hektarów, w tym 166 ha roli i 11 ha lasów). W 1908 roku Folwark Tryniecki sprzedano Bronisławowi Nowińskiemu za sumę 100 tys. koron, za które wybudowano murowany kościół pw. Świętego Kazimierza i w 1910 roku powstała parafia w Tryńczy. W 1922 roku folwark objął jego syn Marian Nowiński.
1 sierpnia 1934 roku powstała gmina zbiorowa Tryńcza, w której skład weszły dotychczasowe gminy jednostkowe: Tryńcza, Gniewczyna Łańcucka, Gniewczyna Tryniecka, Jagiełła, Gorzyce, Wólka Małkowa, Wólka Ogryzkowa, Głogowiec i Ubieszyn. 
10 września 1934 roku rozporządzeniem wojewody lwowskiego gmina Tryńcza została podzielona na gromady: Tryńcza, Gniewczyna Łańcucka, Gniewczyna Tryniecka, Jagiełła, Gorzyce, Wólka Małkowa, Wólka Ogryzkowa, Głogowiec i Ubieszyn.
W 1954 roku na mocy reformy podziału administracyjnego w miejsce gminy utworzono gromady: Tryńcza, Gniewczyna Łańcucka, Gorzyce.
1 stycznia 1973 roku zniesiono gromady i reaktywaowano gminę Tryńcza, w której skład weszły sołectwa: Głogowiec, Gniewczyna Łańcucka, Gniewczyna Tryniecka, Gorzyce, Jagieła, Tryńcza, Ubieszyn, Wólka Małkowa, Wólka Ogryzkowa.
10 września 2023 roku przez teren gminy Tryńcza przejeżdżali na cmentarz wojenny ofiar hitleryzmu w Jagielle-Niechciałkach: Prezydent RP Andrzej Duda, prefekt watykańskiej Dykasterii Spraw Kanonizacyjnych kard. Marcello Semeraro, metropolita łódzki kard. abp Grzegorz Ryś oraz naczelny Rabin Polski Michael Schudrich. 

## Władze gminy
Wójtowie Gminy Tryńcza:
1990–2000. Władysław Rachfał.
2001–2002. Tadeusz Nowak.
2002– nadal Ryszard Jędruch.
Przewodniczący Rady Gminy Tryńcza:
1990–1998. Stanisław Wielgos.
1998–2002. Zygmunt Zielonka.
2002–2014. Stanisław Konieczny.
2014–2018. Stanisław Wielgos.
2018–2024. Zofia Nowak.
2024– nadal Janusz Niżnik.

## Miejscowości w gminie
| Sołectwo             | Ludność | Sołtys            | Parafia                             | Szkoła              | Geodezyjny identyfikator obrębu ewidencyjnego |
| -------------------- | ------- | ----------------- | ----------------------------------- | ------------------- | --------------------------------------------- |
| Głogowiec            | 298     | Marta Harapińska  | kościół filialny NMP Matki Kościoła | Szkoła zlikwidowana | 181408_2.0001                                 |
| Gniewczyna Łańcucka  | 2 146   | Roman Kozyra      | Parafia św. Mateusza                | Szkoła podstawowa   | 181408_2.0002                                 |
| Gniewczyna Tryniecka | 900     | Anna Chruściel    |                                     |                     | 181408_2.0003                                 |
| Gorzyce              | 1 357   | Elżbieta Sobala   | Parafia NSPJ                        | Szkoła Podstawowa   | 181408_2.0004                                 |
| Jagiełła             | 1 152   | Grzegorz Drzystek | Parafia św. Jadwigi Królowej        | Szkoła podstawowa   | 181408_2.0005                                 |
| Tryńcza              | 1 296   | Stanisław Gliniak | Parafia św. Kazimierza              | Szkoła podstawowa   | 181408_2.0006                                 |
| Ubieszyn             | 746     | Maria Kluczkowska |                                     | Szkoła filialna     | 181408_2.0007                                 |
| Wólka Małkowa        | 306     | Krystyna Penkal   | kościół filialny MB Częstochowskiej | Szkoła zlikwidowana | 181408_2.0008                                 |
| Wólka Ogryzkowa      | 273     | Helena Mazur      |                                     |                     | 181408_2.0009                                 |

## Demografia

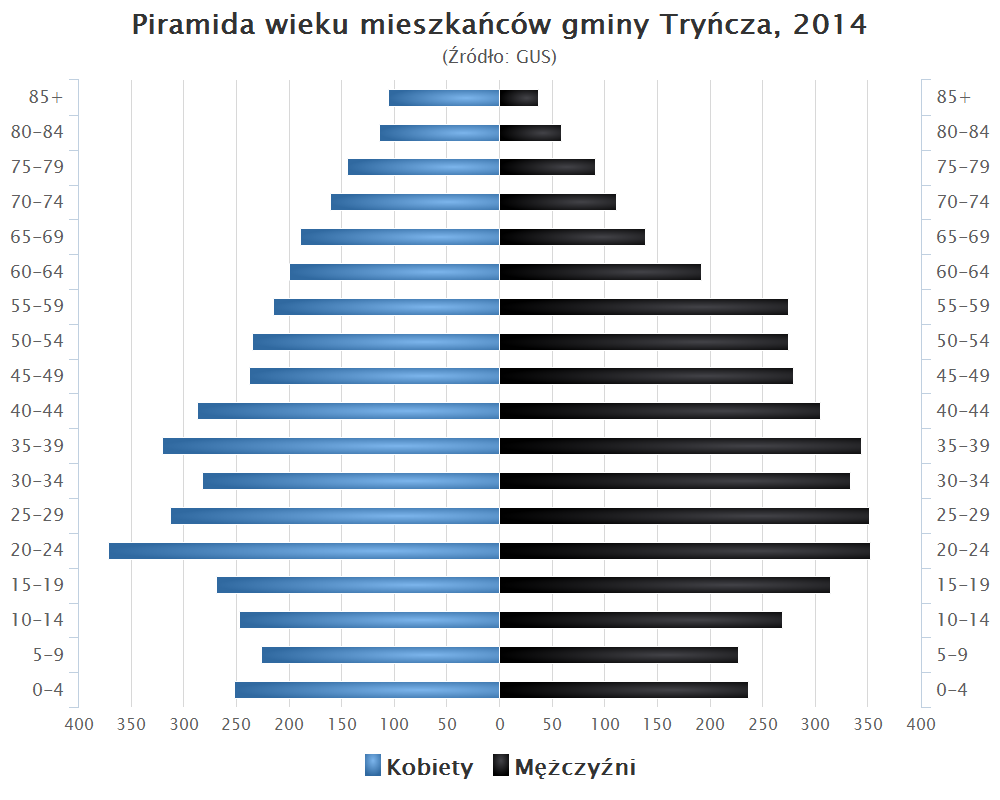
Piramida wieku mieszkańców gminy Tryńcza w 2014 roku

Dane z 31.12.2017 roku
| Opis                              | Ogółem | Ogółem | Kobiety | Kobiety | Mężczyźni | Mężczyźni |
| --------------------------------- | ------ | ------ | ------- | ------- | --------- | --------- |
| jednostka                         | osób   | %      | osób    | %       | osób      | %         |
| populacja                         | 8 459  | 100    | 4 221   | 49,9    | 4238      | 50,1      |
| gęstość zaludnienia (mieszk./km²) | 120    | 120    | 59      | 59      | 61        | 61        |

## Warto zobaczyć

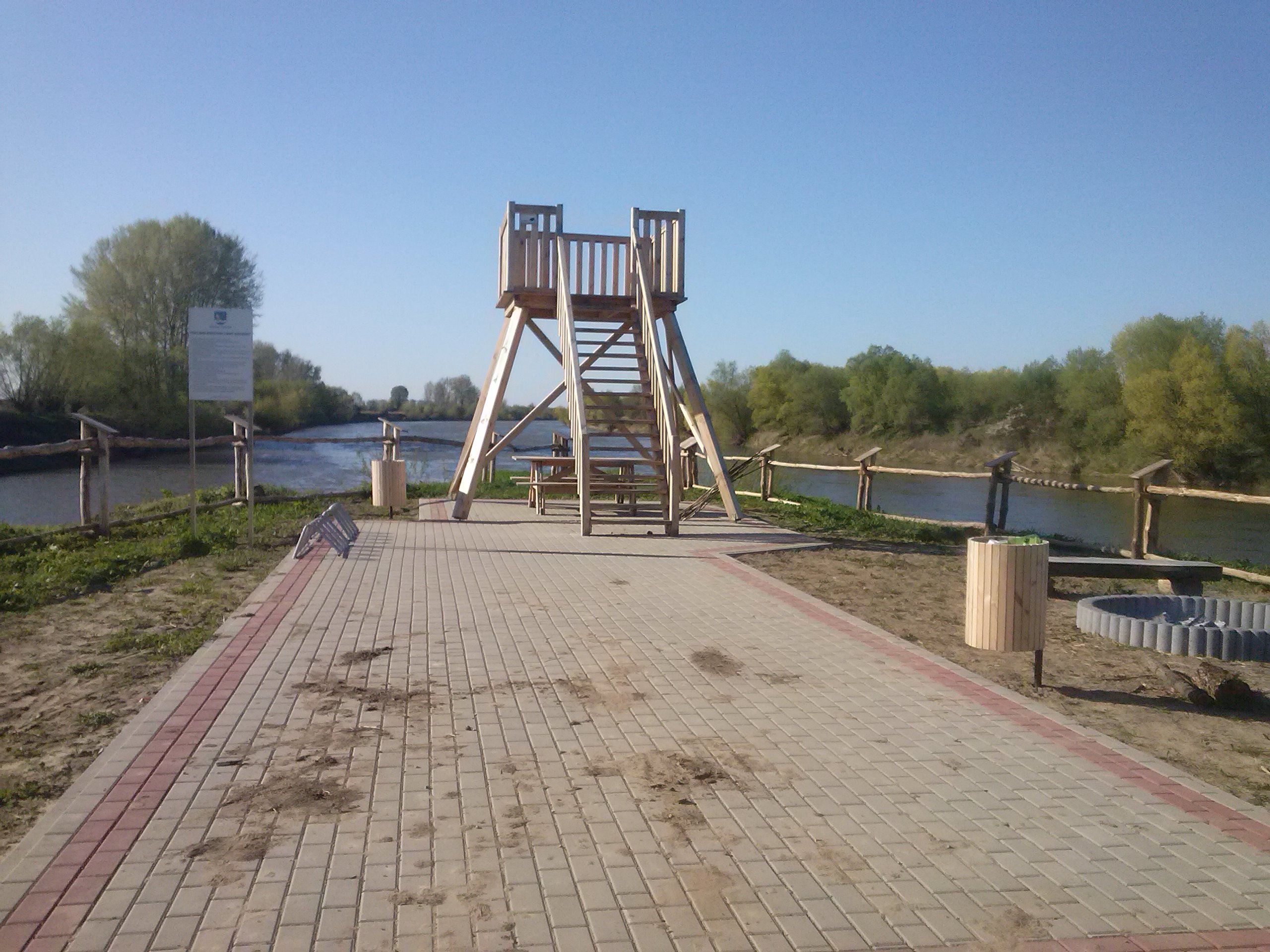
Wiata widokowa przy ujściu Wisłoka do Sanu
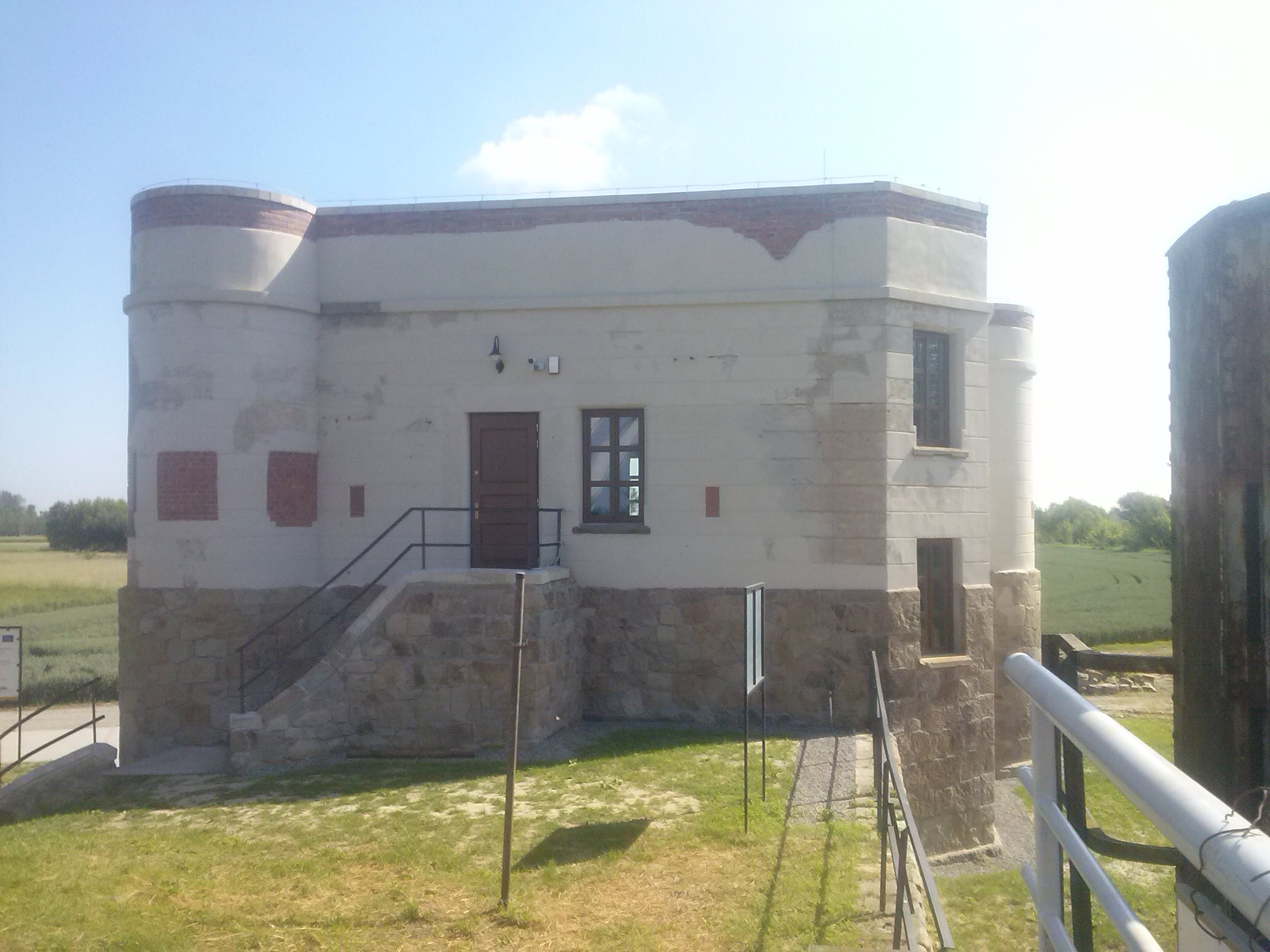
Strażnica kolejowa „Tryńcza” w Chodaczowie z 1905 r.
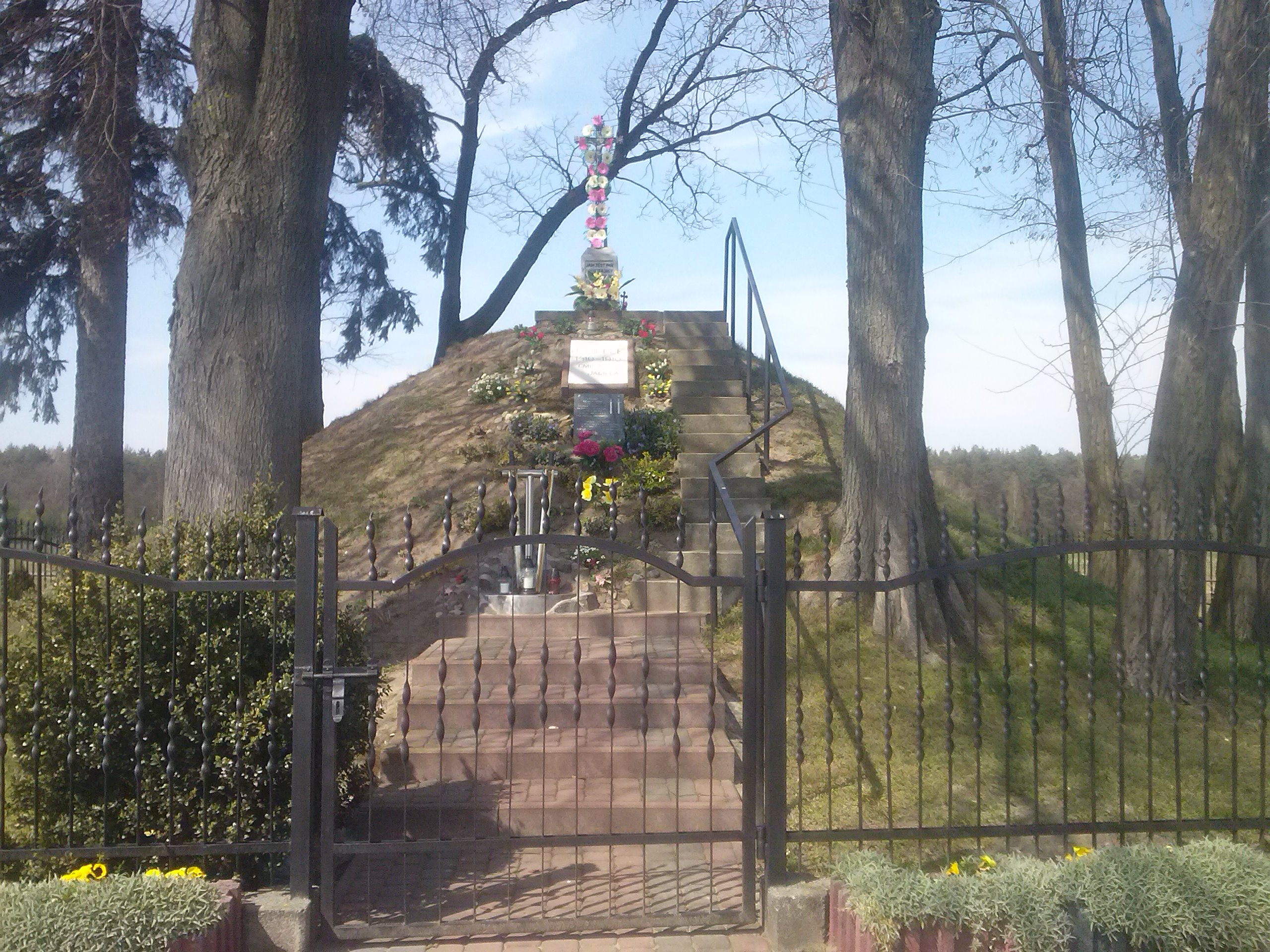
Kopiec Jagiełły w Jagielle z 1910

## Sąsiednie gminy
Białobrzegi, Grodzisko Dolne, Jarosław, Leżajsk, Przeworsk, Sieniawa